# Máel Coluim mac Alaxandair
Máel Coluim mac Alaxandair ou Máel Coluim mac Alasdair (Malcolm, fils d'Alexandre) était le fils du roi Alexandre Ier d'Écosse, et l'ennemi de son oncle David Ier d'Écosse. Il s'agit d'un personnage relativement obscur en raison des rares documents, apparaissant seulement dans des sources anglaises pro-David qui le qualifient de « bâtard ».

## Biographie
À la mort du roi Alexandre Ier en 1124, David prit le trône avec l'aide du roi Henri Ier d'Angleterre et de ses propres serviteurs normands. Le chroniqueur anglais Orderic Vital relate que Máel Coluim « tenta de ravir le royaume de David, et livra contre lui deux batailles suffisamment féroces ; mais David, qui était supérieur en intelligence, en puissance et en richesses, le reconquit avec l'aide de ses fidèles ».
La guerre de Máel Coluim contre David et Henri pourrait avoir causé la mort du fils aîné de David. Avant de décrire la guerre contre Máel Coluim, Orderic Vital relata la mort de ce fils des mains d'un prêtre norvégien exilé. Cependant, le témoignage d'Orderic est tellement obscur qu'il est difficile d'en tenir compte. Le prêtre aurait été un membre de la maisonnée de David, et aurait été condamné à mort en étant attaché aux queues de quatre chevaux. Que les deux évènements soient connectés ou non, Máel Coluim s'échappa sans blessures dans des zones de l'Écosse n'étant pas encore sous le contrôle de David, et y trouva refuge ainsi qu'une certaine assistance. Quand Máel Coluim renouvela ses prétentions sur le trône d'Écosse six ans plus tard, il avait obtenu l'aide et la protection de Angus Mac Aedh, mormaer de Moray.
Angus était le plus puissant « vassal » de David et, en tant que petit-fils de Lulach Ier d'Écosse, il pouvait même avoir ses propres prétentions au trône. Les forces d'Angus et de Máel Coluim s'avancèrent dans la région d'Angus lorsqu'ils se heurtèrent au connétable de David, Edward, originaire de Mercie. La bataille de Stracathro qui s'ensuivit se tînt aux alentours de Brechin. D'après les Annales d'Ulster, 1 000 des hommes de l'armée d'Edward et 4 000 de l'armée d'Angus, dont Angus lui-même, périrent. D'après Orderic Vital, après la mort d'Angus, Edward marcha au Nord dans la région de Moray qui, selon ses mots, « manquait d'un défenseur et seigneur ». Ainsi, Edward « avec l'aide de Dieu obtint le duché entier de cette vaste région ». Cependant, ceci n'était pas la fin de Máel Coluim. Celui-ci avait de nouveau réussi à s'enfuir, et quatre nouvelles années de guerre civile écossaise s'ensuivirent. Pour David, cette période était simplement une « lutte pour la survie ».
Il apparaît que David a demandé et obtenu une aide militaire conséquence du roi Henry. Ailred de Rievaulx relate qu'à ce moment, une grande flotte et une grande armée de chevaliers normands comportant notamment Walter Espec furent envoyés par Henry à Carlisle pour aider la tentative de David à vaincre ses ennemis écossais. La flotte semble avoir été utilisée en mer d'Irlande, dans le Firth of Clyde et sur toute la côte d'Argyll où Máel Coluim était probablement actif parmi ses partisans. En 1134, Máel Coluim fut capturé et emprisonné dans le château de Roxburgh.
La suite du destin de Máel Coluim est inconnue. Il a été, et dans une certaine mesure reste, confondu avec Máel Coluim mac Áeda, fils d'Aedh, mormaer de Moray.